# Terrains de jeux (Aldo van Eyck)

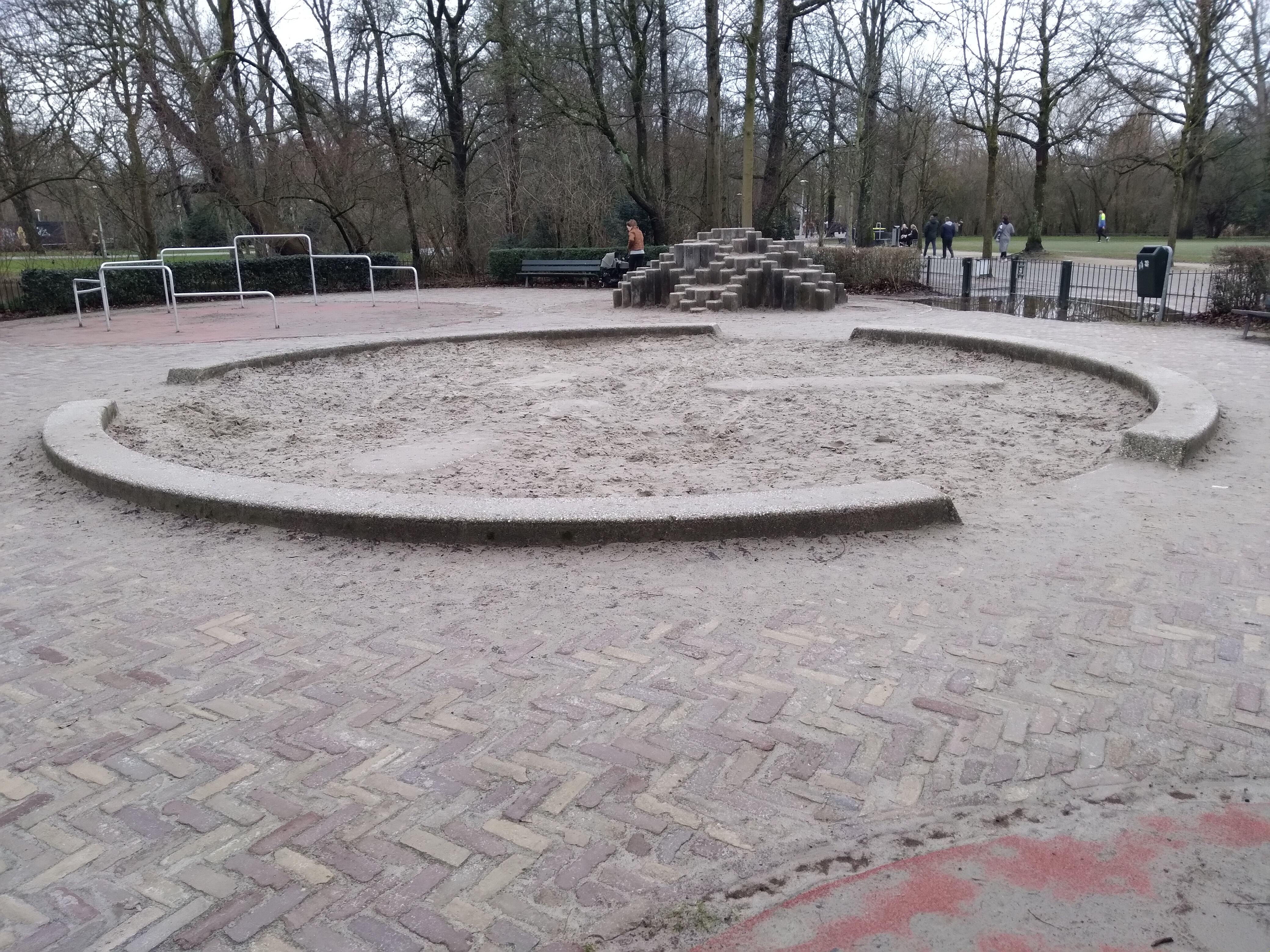
Bac à sable, jungle gym et jeu d'escalade sur plots d'un terrain de jeux d'Aldo van Eyck, circulaire, typique des années 1950 (Vondelpark).

Entre 1947 et 1955, Aldo van Eyck construisit une soixantaine de terrains de jeux à Amsterdam.

## Mise en situation
La Hollande a été très touchée lors de la Seconde Guerre mondiale. Les paysages très denses de la ville furent modifiés au gré des bombardements nazis, créant de nombreux vides dans son quadrillage serré.   
Après la Guerre, le département de développement de la ville d’Amsterdam, où Aldo van Eyck travaillait au sein d’une équipe qui gérait l’expansion des banlieues, lui donne le mandat de concevoir des terrains de jeux publics dans la ville. On voulait ainsi fournir des terrains de jeux au plus grand nombre d’enfants de tous les quartiers de la ville. À cette époque, il n’y avait que quelques terrains de jeux privés réservés aux enfants de milieu bourgeois.
Les terrains vagues créés par les bombardements fournissaient maintenant des espaces urbains pouvant être réorganisés.

## Idées générales
Aldo van Eyck ne partageait pas la même vision que le reste des membres du CIAM qui voulaient appliquer les règles du fonctionnalisme à de grands projets. Il préférait plutôt expérimenter et explorer les possibilités des théories dans de petits projets. Aldo partageait plutôt les idées des artistes de l’avant-garde qu’il fréquentait. Il trouvait que leurs idées se rattachaient toutes à un même principe, celui  de la relativité.
Il aborda la théorie de la relativité d’une façon telle qu’il fit valoir l’importance relative des éléments disposés sur le terrain de jeu. La composition était toujours polycentrique.
Rien n’était laissé au hasard : bancs, arbres, modules de jeu, carrés de sables, variations de tons des dalles du plancher; tout était consciencieusement réfléchi. Il s’assura donc qu’il n’y avait aucune hiérarchie entre les éléments dans la composition des espaces qu’il développait. Par exemple, il construisit des carrés de sable géants en béton qui possédaient un contour massif mais il s’assura d’en arrondir les coins afin d’en simplifier les formes et de ne pas implicitement suggérer une plus grande importance à ce module.
Autrement dit, tous les éléments dans la composition des espaces sont égaux et aucun élément ne se démarque spécialement dans le décor. Tous les éléments dans l’espace sont donc interdépendants dans la composition de l’ensemble.

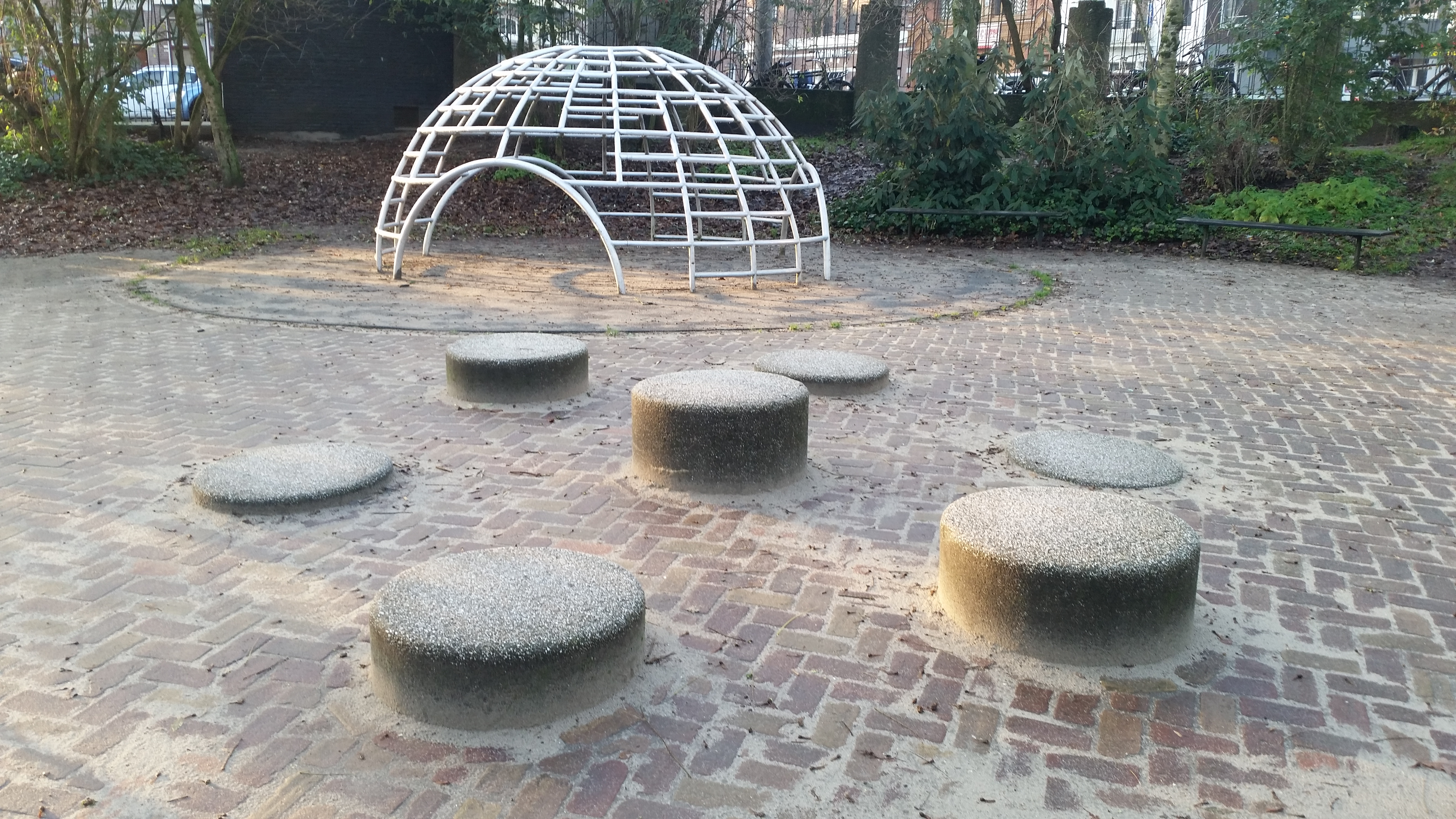
Igloo en métal et plots à Vondelpark.

Un autre principe qu’il explora fut celui de laisser libre cours à l’imagination de l’usager de l’espace. On peut le remarquer dans éléments les plus simples, comme les modules composés de plusieurs petits cylindres de béton regroupés. Ces modules ne proposent aucune utilisation particulière et offre donc le plus de possibilités à son utilisateur. Les cylindres peuvent tantôt être utilisés comme des roches pour sauter et plus tard comme banc pour s’asseoir et se reposer.
Les barres parallèles étaient des modules de jeux, mais étaient disposées de sorte qu’elles suggéraient implicitement les frontières des terrains de jeu.
Van Eyck pensait que l’espace de jeu, étant réservé aux enfants, ne devait rien imposer afin qu’il reste le meilleur endroit pour s’abandonner au jeu et au rêve. L’espace devait donc être simple afin qu’il puisse toujours être réinventé par l’imaginaire de l’enfant.

## Le facteur du changement
Les terrains de jeux d’Amsterdam sont un des premiers exemples du facteur de changement qui marquera l’architecture moderne, exposé dans le livre de Sigfried Giedion Space, time and architecture (1941). La ville était donc perçue comme un objet de design qui évoluait sans cesse et que l’architecte, à travers le temps, devait adapter aux besoins de sa population.  

## Évolution des travaux
- 1947-1955 : il construisit une soixantaine de terrains de jeux dans les endroits les plus denses de la ville.
- 1955-1978 : il conçut plusieurs autres terrains de jeux, avec toutefois moins de contraintes spatiales, puisque ceux-ci étaient destinés aux nouveaux quartiers de la ville. Les parcs suivants se ressembleront. En 1978 on compte plus de 700 terrains de jeux conçus par Van Eyck.
- 2008 : il reste environ 90 terrains de jeux conservés selon leur conception originale. Tous leurs modules ne sont toutefois pas authentiques.